# Xysticus breviceps
Xysticus breviceps là một loài nhện trong họ Thomisidae.
Loài này thuộc chi Xysticus. Xysticus breviceps được Octavius Pickard-Cambridge miêu tả năm 1885.